# Amanda Lee
Amanda Lee (sinh k. 1986) là một nữ phi công thuộc Hải quân Hoa Kỳ. Cô được tuyển chọn vào tháng 6 năm 2022 khi là nữ phi công đầu tiên trong phi đội biểu diễn máy bay tiêm kích Blue Angels. Lee ra mắt lần đầu với tư cách là phi công thử nghiệm cánh trái trên chiếc máy bay phản lực số ba vào ngày 11 tháng 3 năm 2023, tại El Centro, California. Cô dùng tín hiệu gọi là "Stalin".

## Đầu đời
Lee sinh ra tại Mounds View, Minnesota, cô tốt nghiệp trường trung học Irondale ở Minnesota năm 2004. Cô chơi nhiều môn thể thao khi còn học trung học như: khúc côn cầu trên băng, bóng đá và bơi lội. Cô theo học tại Đại học Minnesota Duluth và tuyển vào Hải quân Hoa Kỳ. Năm 2007, cô tốt nghiệp tại Đội quân Huấn luyện Tân binh, Great Lakes, Illinois. Năm 2013, cô tốt nghiệp Đại học Old Dominion với tấm bằng cử nhân hóa sinh.

## Sự nghiệp

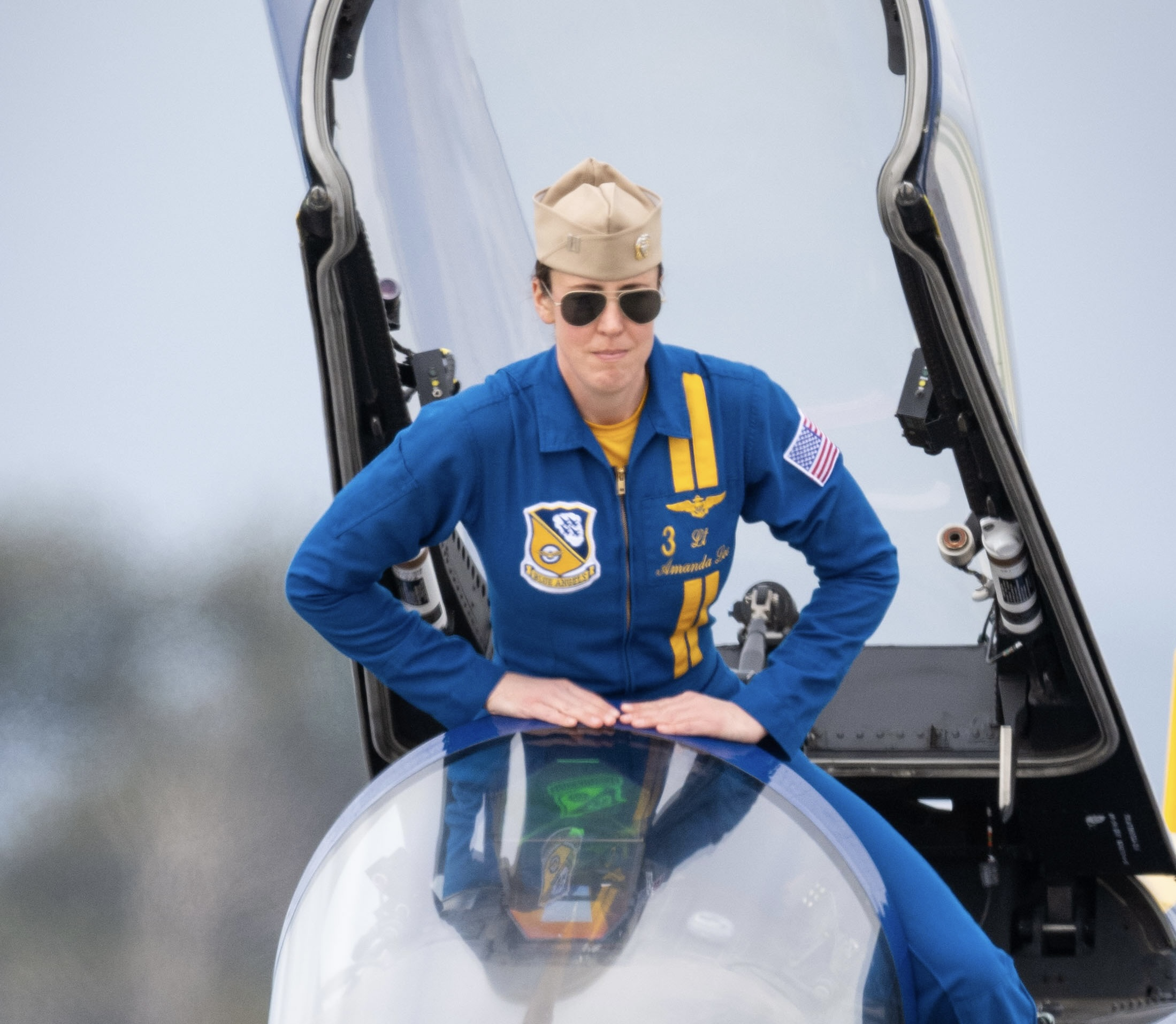
Lee trong ngày luyện tập tại Trạm Hàng không Hải quân
Point Mugu vào ngày 16 tháng 3 năm 2023

Sau khi tuyển vào Hải quân Hoa Kỳ, Lee là kỹ thuật viên điện tử hàng không. Năm 2013, cô trở thành sĩ quan và được đào tạo thành phi công hải quân tại Trạm Hàng không Hải quân Pensacola ở Florida. Năm 2016, cô trở thành phi công hải quân. Sau đó cô được chỉ định đến tàu sân bay USS Harry S. Truman để hỗ trợ Chiến dịch Quyết tâm Vốn có. Trong thời gian huấn luyện cô thực hiện thành công 225 lần hạ cánh xuống tàu sân bay và 1.400 giờ bay. Cô được trao bốn Huy chương Thành tích Hải quân cùng các phần thưởng cá nhân và đơn vị khác.

### Blue Angels
Vào tháng 7 năm 2022, Lee trở thành nữ phi công biểu diễn đầu tiên gia nhập Blue Angels. Vào tháng 9 năm 2022, cô được chọn là "Đấu sĩ" của Phi đội Tiêm kích (VFA) 106, căn cứ tại Trạm Hàng không Hải quân Oceana ở Virginia. Cô điều khiển chiếc máy bay F/A-18E và F/A-18F Super Hornet.
Lee biểu diễn lần đầu khi là phi công thử nghiệm cánh trái với Blue Angels diễn ra vào ngày 11 tháng 3 năm 2023, tại El Centro, California. Cô biểu diễn trước sự chứng kiến của khoảng 100.000 khán giả tại Triển lãm hàng không MCAS Beaufort vào ngày 22 và 23 tháng 5 năm 2023. Lee được cổ vũ tại buổi biểu diễn trong cả hai ngày khi bước vào buồng lái trong chiếc máy bay số ba của cô.

## Hình ảnh

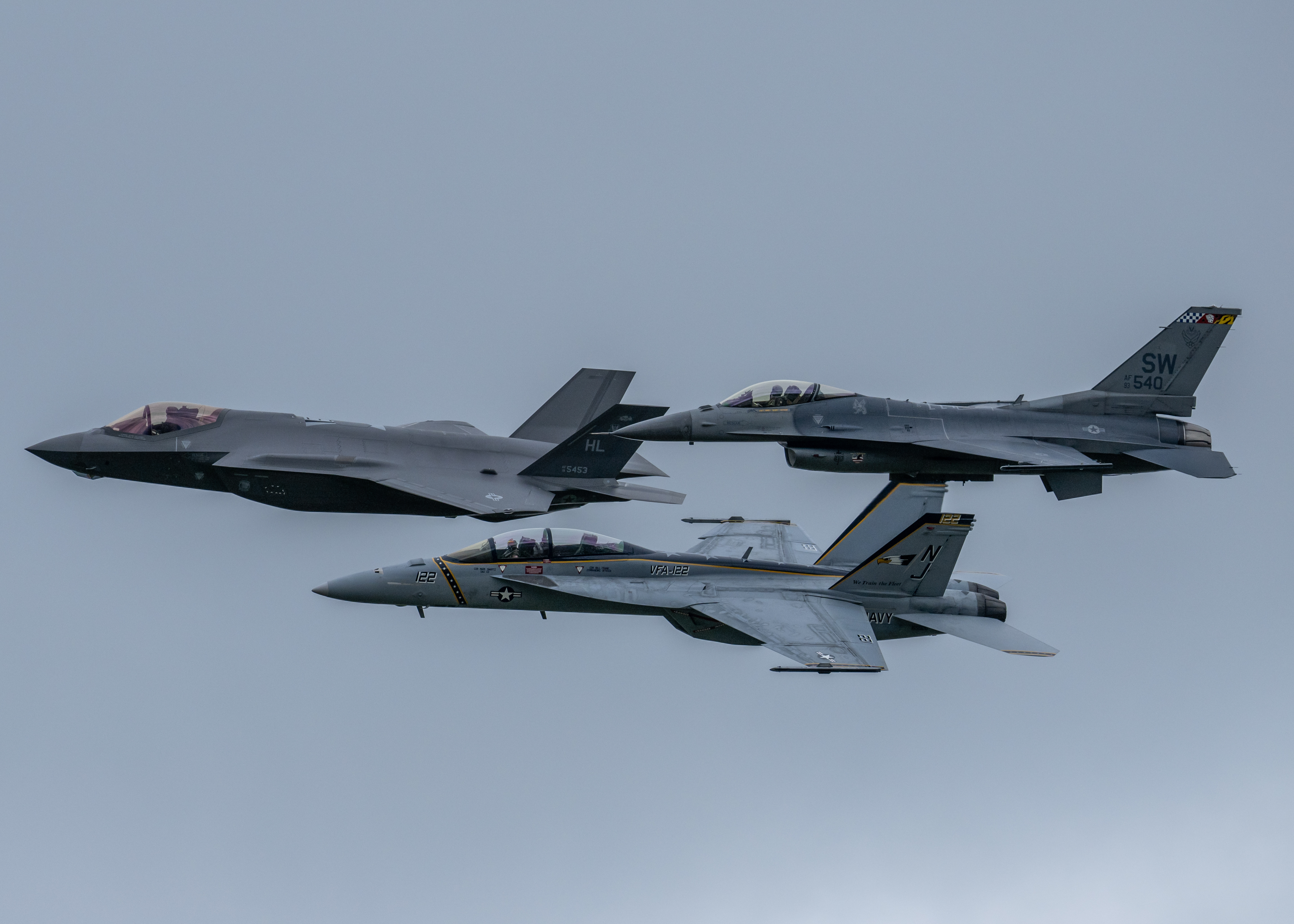
Amanda Lee và Blue Angels trong đội hình trên Hồ Michigan ngày 23 tháng 7 năm 2023
- Amanda "Stalin" Lee bay theo đội hình 2022
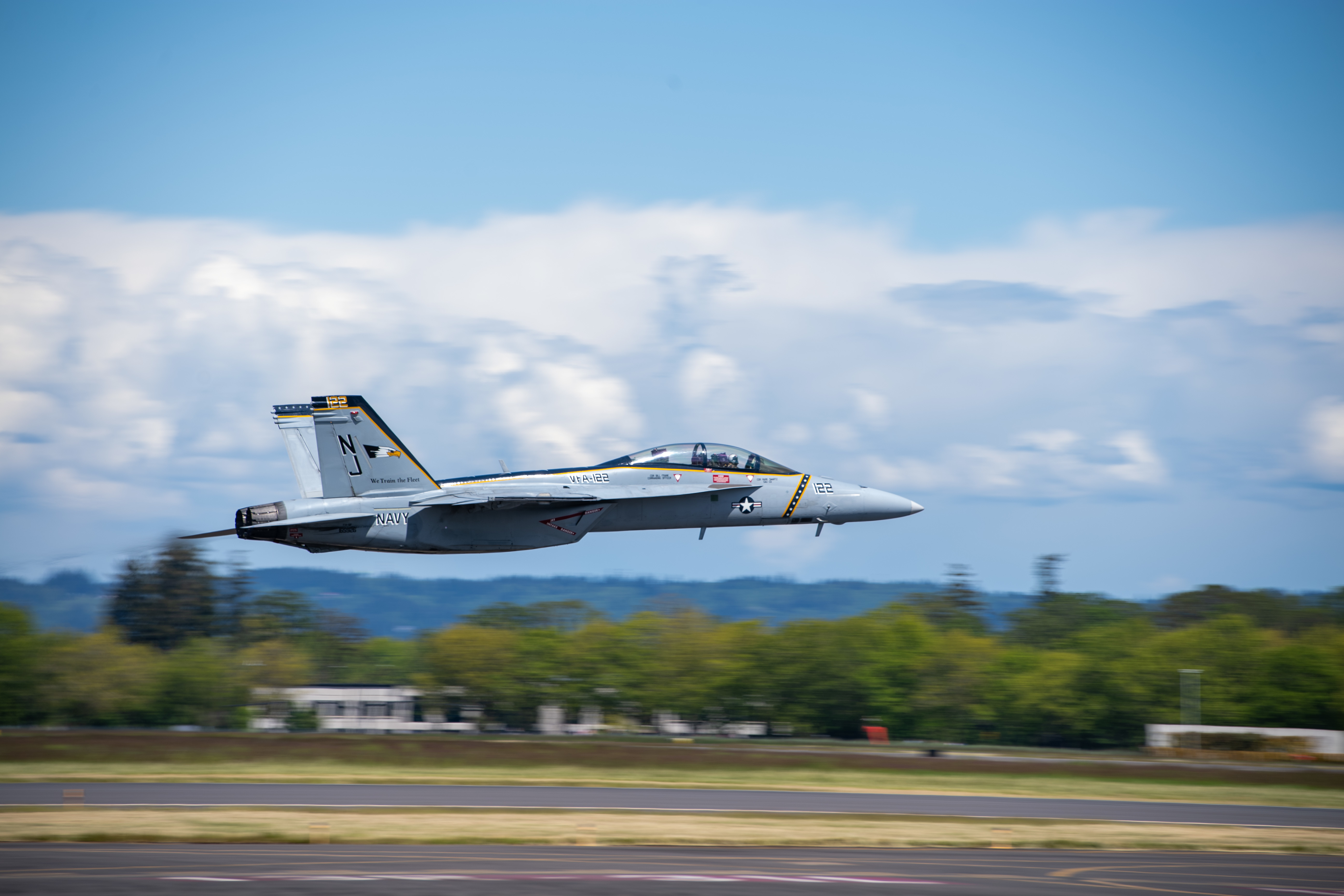
Trung úy Amanda Lee biểu diễn trong Rhino Demo Team 2022
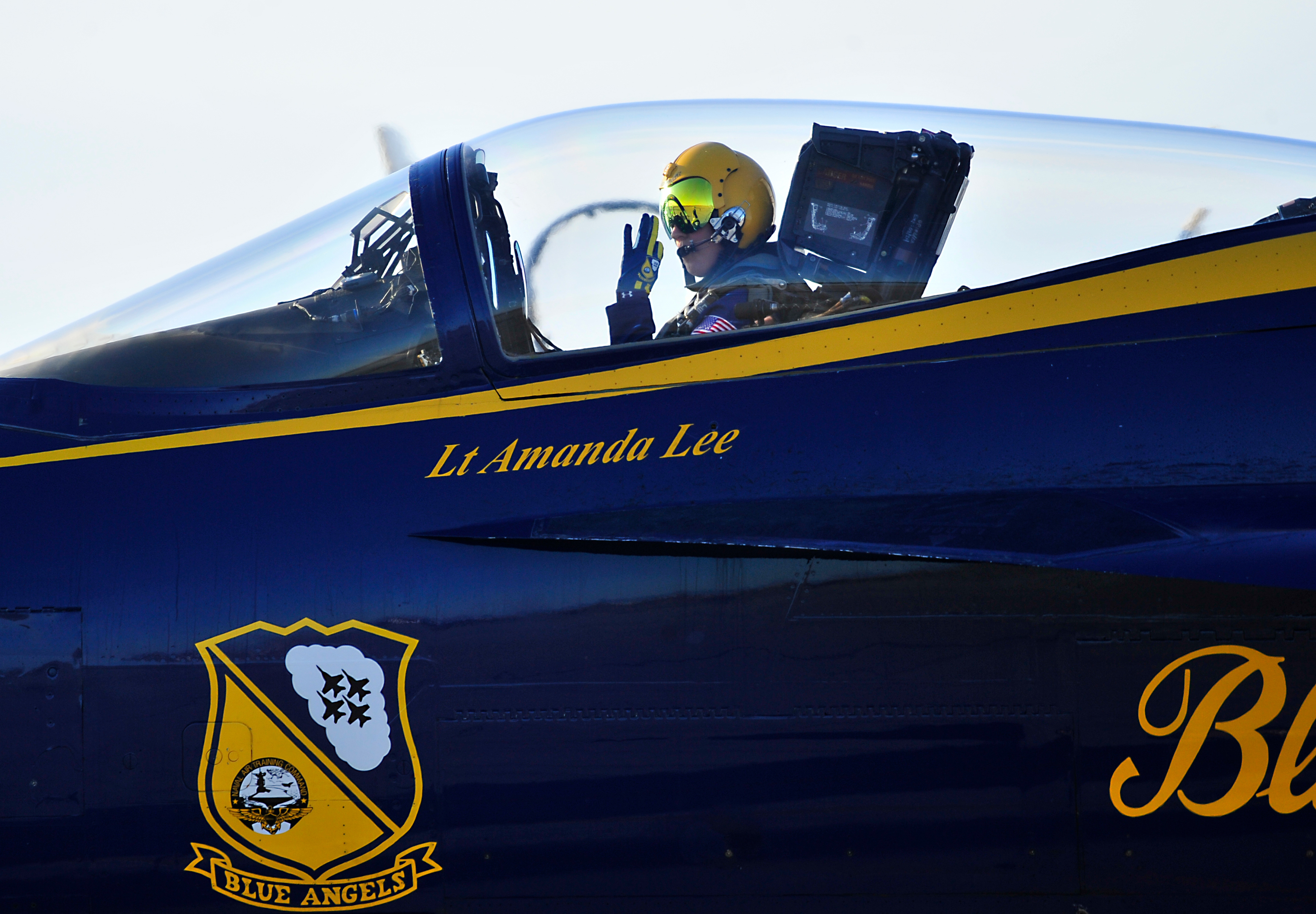
Amanda Lee vẫy tay từ buồng lái chiếc Super Hornet 2023
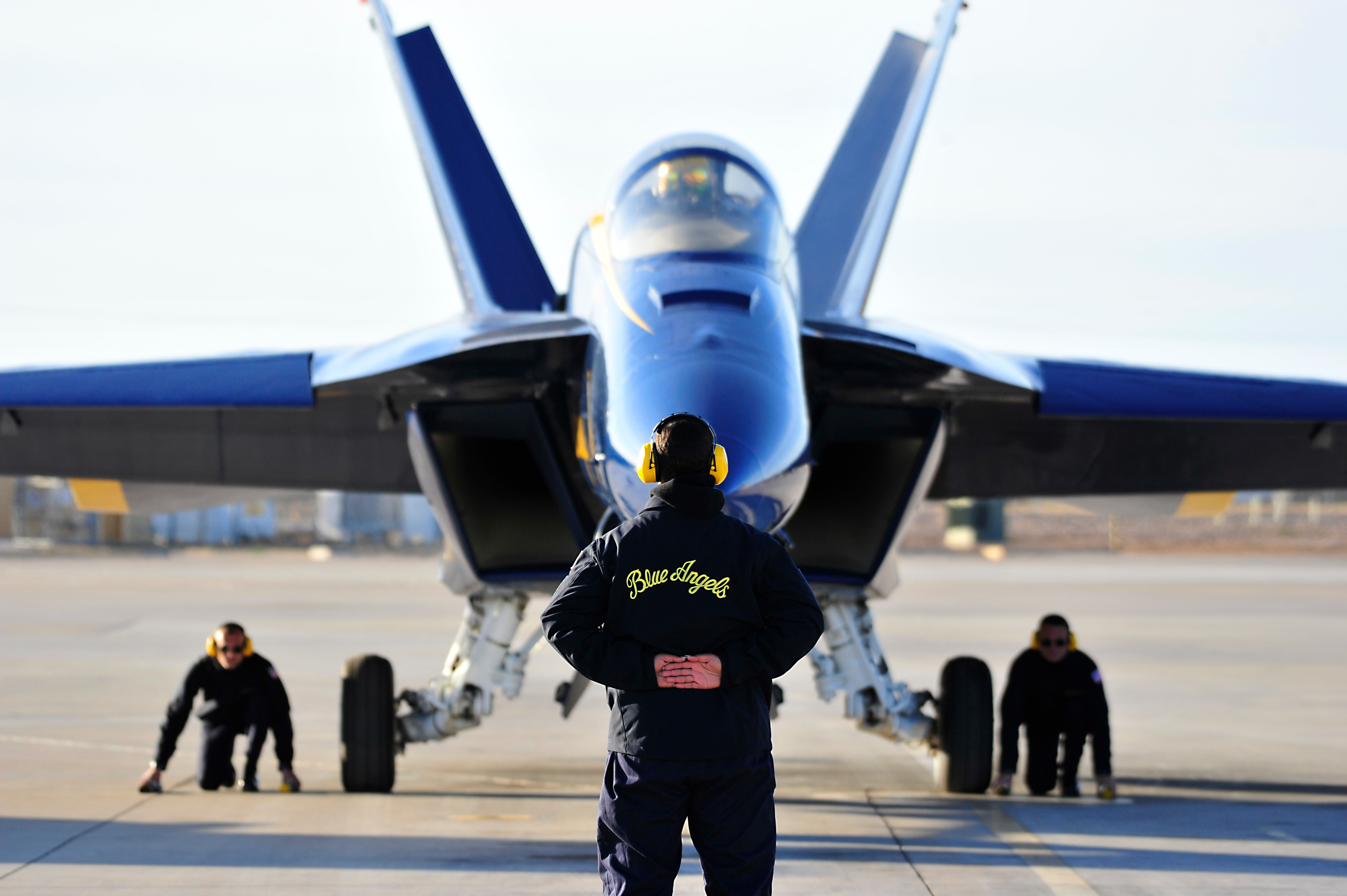
Amanda Lee bắt đầu cất cánh 2023
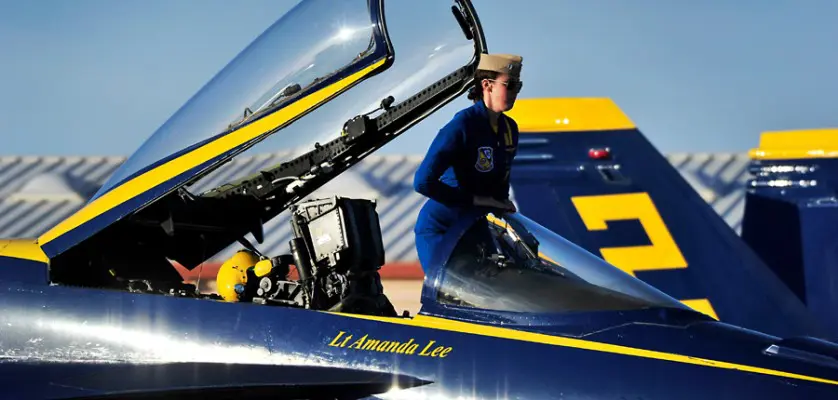